# Francisco Morales Bermúdez
Francisco Remigio Morales-Bermúdez Cerrutti (Lima, 4 de octubre de 1921-Lima, 14 de julio de 2022) fue un político y militar peruano. Fue presidente de facto del Perú de 1975 a 1980, durante la dictadura militar autodenominada Gobierno Revolucionario de la Fuerza Armada.

## Biografía
Nació en la ciudad de Lima el 4 de octubre de 1921. Su padre fue Remigio Morales-Bermúdez Sánchez (1893-1939) y su madre Nila Felicia Cerrutti González (1895-1983). Cabe mencionar que su abuelo fue Remigio Morales Bermúdez, quien llegó a ser el presidente del Perú desde 1890 hasta 1894 de manera constitucional. En sus primeros años vivió en Barrios Altos y recibió educación como 'alumno libre' (en casa) en la etapa de primaria.
Estudió la secundaria en el Colegio de la Inmaculada, en su sede de La Colmena; terminó su etapa escolar con el premio de excelencia de honor. El año 1939, Morales ingresó a la Escuela Militar de Chorrillos cuando tenía 18 años de edad y egresó con el grado de subteniente de ingeniería; recibió la Espada de Honor por su alto rendimiento, en 1943.
Se diplomó de oficial del Estado Mayor en la Escuela Superior de Guerra del Perú, donde obtuvo la Divisa de Honor por ocupar el primer lugar en calificaciones.
Luego de estudiar en la Escuela Superior de Guerra en Argentina, regresó al Perú como profesor de la Escuela Militar de Chorrillos, la Escuela de Aplicación de Ingeniería y la Escuela Superior de Guerra.
Asistió al Centro de Altos Estudios Militares (CAEM), donde se graduó con una calificación "sobresaliente", para luego ir a estudiar al National War College, en Estados Unidos. Al final de su carrera llegó a ostentar el grado de General de División.
Se casó con Rosa Pedraglio con quien tuvo cinco hijos, y de quien enviudó. A finales de 1999, se casó en segundas nupcias con la abogada Alicia Saffer Michaelsen.
Murió a los 100 años el 14 de julio de 2022 en Lima, Perú.

## Vida política
Durante el Primer Gobierno de Fernando Belaúnde  asumió el Ministerio de Hacienda y Comercio el 20 de marzo de 1968, labor que desempeñó hasta el 21 de mayo del mismo año, cuando renunció.
Luego del golpe de Estado de 1968, bajo el mando del general Juan Velasco Alvarado, fue nombrado Jefe del Estado Mayor, cargo que ejerció desde 1969 hasta 
1974. El 1 de marzo de 1969 fue nombrado ministro de Hacienda y Comercio, cargo en el que permaneció hasta fines de 1973. Reestructuró dicho despacho, sentando las bases del ministerio de Economía y Finanzas. Introdujo importantes reformas en el régimen tributario, fortaleció la posición cambiaria y refinanció la deuda externa. En 1974 fue ascendido a general de división y designado jefe del estado mayor general del Ejército.
Fue Presidente del Consejo de Ministros desde el 1 de febrero de 1975 y a la par ocupó el Ministerio de Guerra y la Comandancia General del Ejército.

### El Tacnazo
Como comandante general del Ejército, el 29 de agosto de 1975, encabezó el Tacnazo, un golpe de Estado contra el general Juan Velasco Alvarado (quien había tomado el poder también por un golpe de Estado siete años antes), desde la ciudad de Tacna, en el extremo sur del país. Lanzó un manifiesto abierto, el cual estaba respaldado por los jefes de todas las regiones militares, por la Marina de Guerra, la Fuerza Aérea y las Fuerzas Policiales. Su propósito explícito era “eliminar los personalismos y las desviaciones” que el proceso revolucionario venía sufriendo. En la tarde de ese mismo día, Velasco abandonó Palacio de Gobierno y se marchó pacíficamente a su residencia de Chaclacayo. Oficialmente, se le consideró “relevado” del alto mando.
Al día siguiente, Morales Bermúdez se autoproclamó presidente de la República, como jefe de Estado en la "Segunda fase" del autodenominado Proceso Revolucionario de las Fuerzas Armadas.

### Gobierno

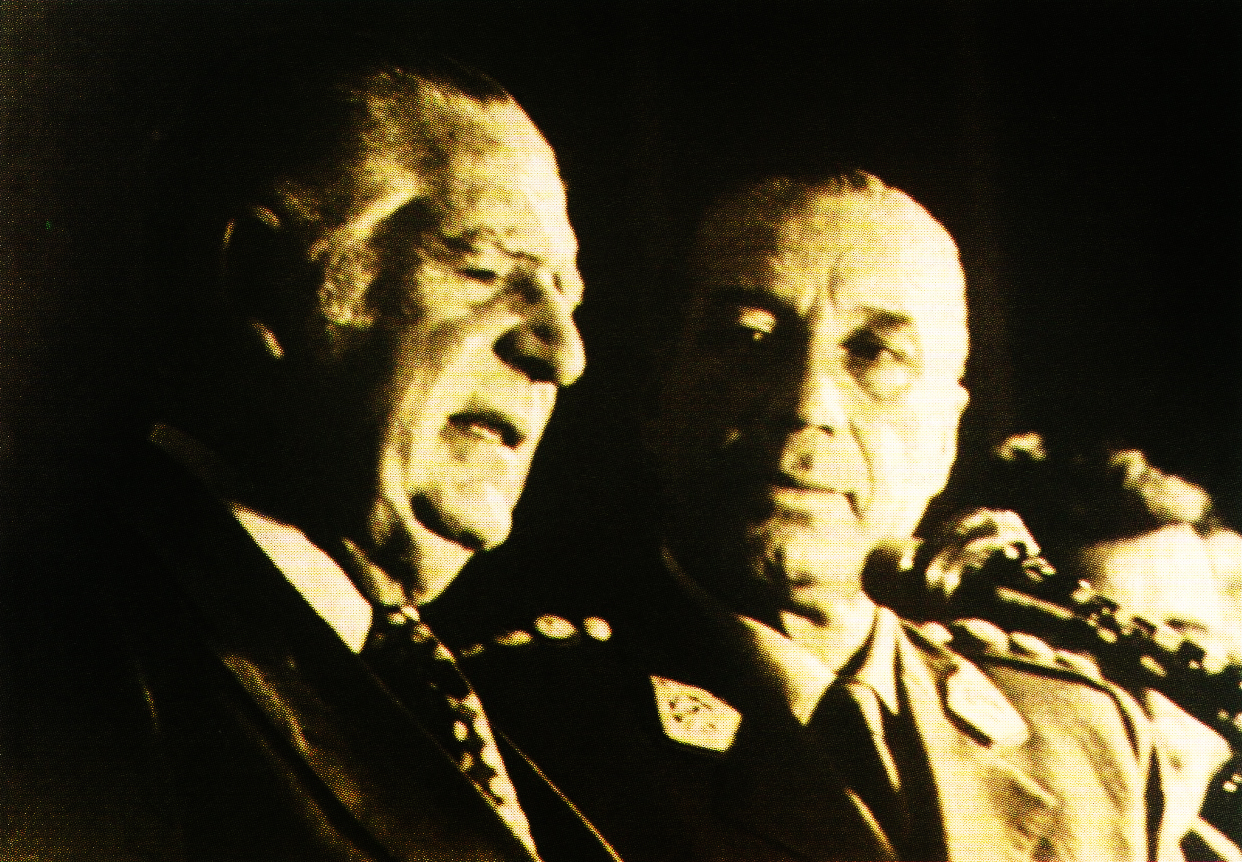
Francisco Morales Bermúdez junto al expresidente Fernando Belaúnde Terry.

Inicialmente, el nuevo gobierno proclamó que su intención era continuar y profundizar el “proceso revolucionario”. Sin embargo, a esas alturas, este ya se hallaba muy desgastado. La postración de la economía no permitía ya más experimentos revolucionarios.
Morales Bermúdez dio entonces a conocer su propósito de corregir los excesos que había incurrido su predecesor en el “proceso revolucionario”, extremos que responsabilizó a la izquierda radical, cuya influencia se propuso desterrar. SINAMOS fue desactivada. Uno tras otros los generales más ligados a Velasco fueron pasando al retiro, y los políticos velasquistas más acérrimos fueron retirados de las funciones públicas. Se autorizó el retorno de los exiliados, incluido el expresidente Belaunde y se indultó a otros líderes del partido Acción Popular, hasta entonces perseguidos por supuestos delitos. Se dispuso la reaparición de las revistas clausuradas, mas no se devolvió a sus propietarios los diarios confiscados bajo Velasco. En general, las restricciones a las libertades públicas se mantuvieron, aunque ya sin los extremos del velascato.
En el plano económico continuó la crisis financiera, caracterizada por las continuas devaluaciones. El gobierno buscó promover la inversión privada, tratando de recuperar la confianza de los inversionistas extranjeros; además en su gobierno se disminuyeron los subsidios. A mediados de 1976 se produjo una fuerte devaluación monetaria que obligó a suspender las garantías constitucionales y a imponerse el llamado "toque de queda" en julio de ese año. Durante meses, los habitantes de Lima debían recogerse a sus domicilios antes de las once de la noche.
El 19 de julio de 1977, se dio un paro nacional impulsado por la CGTP, central sindical, que reclamaba un aumento general de sueldos y salarios de acuerdo con el alza del costo de vida. El paro contó con el apoyo masivo de la población, indistintamente se simpatizara o no con las fuerzas convocantes, y significó en sí el repudio unánime hacia la Dictadura Militar. Lima quedó paralizada durante 24 horas de un modo nunca antes visto. Luego vinieron diversas movilizaciones nacionales.
Ante el malestar social el gobierno convocó a elecciones generales para la conformación de una Asamblea Constituyente no solo por la presión de las marchas y huelgas de la población, sino porque ya tenía planeado poner un límite de tiempo al llamado “gobierno revolucionario” y entregar el poder, tal como lo contemplaba el “Plan Túpac Amaru” elaborado por él mismo en reemplazo del anterior “Plan Inca”. Estas elecciones contaron con la participación de las fuerzas políticas del país, a excepción de Acción Popular, el partido de Belaunde, que exigía el retorno inmediato de la democracia sin necesidad de cambio de Constitución. Los representantes electos en la Asamblea se reunieron el 28 de julio de 1978 y eligieron presidente de la misma al líder aprista Víctor Raúl Haya de la Torre. Luego pasaron a discutir y redactar la Constitución de 1979.
Siguiendo el plan de poner fin al gobierno militar y de acuerdo a la nueva carta constitucional, se convocó a elecciones generales para elegir democráticamente a un Presidente de la República y a los representantes de un Congreso bicameral. Estas se realizaron el 18 de mayo de 1980. El escrutinio dio por vencedor a Fernando Belaúnde Terry, el mismo que había sido defenestrado por el golpe de Estado de Velasco de 1968, quien recuperaba así la presidencia, asumiéndola el 28 de julio de 1980.

### Candidato presidencial en 1985
Después de entregar el gobierno a los civiles, Morales Bermúdez organizó su propio partido, al que llamó Frente Democrático de Unidad Nacional, que postuló su candidatura a la presidencia de la República en las elecciones generales de 1985, donde obtuvo una votación ínfima. Tras esa experiencia, decidió disolver el “Frente”.

### Amenaza de golpe de Estado en 2021
En junio de 2021, después de las elecciones generales de Perú de 2021, Morales Bermúdez fue uno de los 63 exmilitares peruanos que pidieron a las Fuerzas Armadas que decretaran un golpe de Estado contra el presidente electo de izquierda Pedro Castillo en una carta abierta. En reacción, el Ministerio de Defensa del Perú emitió un comunicado donde aclara que estas expresiones "no representan a las Fuerzas Armadas."

## Juicio por crímenes de lesa humanidad

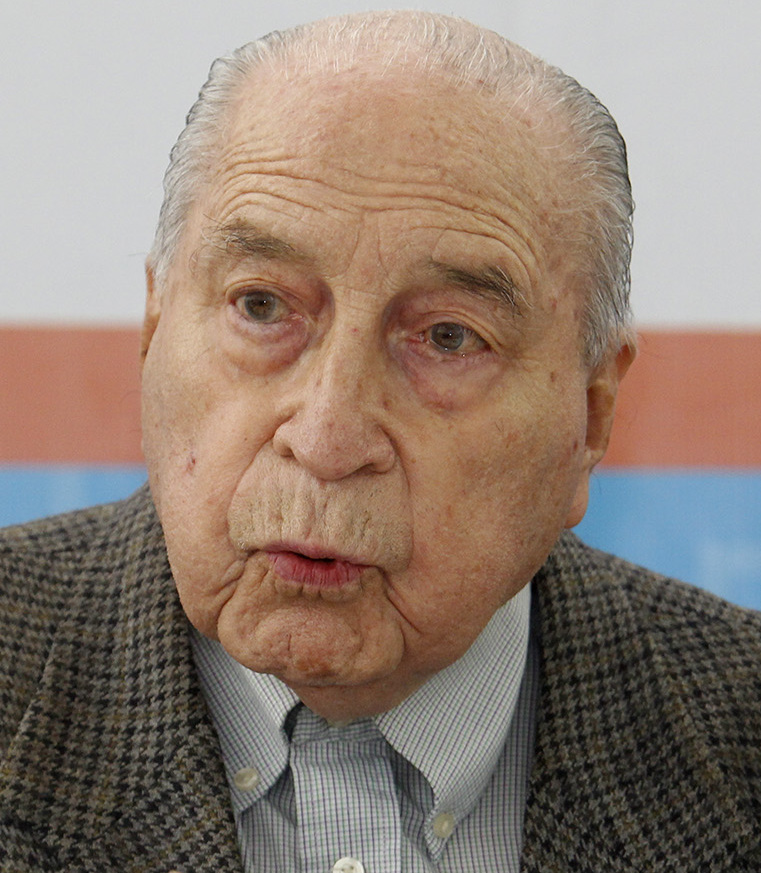
Morales Bermúdez en el año 2016.

En el 2007, la justicia italiana pidió la extradición y captura del exdictador junto con miembros de su Junta Militar por la desaparición de 20 italianos a causa del "Plan Cóndor", el cual se encargaba de silenciar, tomando la medida que el gobierno dictatorial de turno creía conveniente, cualquier acto de subversión o disidencia en los países que formaran parte de este plan conjunto. El entonces presidente Alan García le apoyó asegurando que no formó parte del "Plan Cóndor" y calificando la petición de captura como una "exageración judicial".
En febrero de 2012, el juez federal argentino Norberto Oyarbide pidió la captura por el secuestro de 13 opositores políticos, siendo este acto parte del "Plan Cóndor". La denuncia fue impulsada por Ricardo César Napurí Schapiro, quien fue una de las personas capturadas y deportadas de manera irregular. Las víctimas fueron trasladadas a Buenos Aires, donde regía otro dictador implicado en el denominado "Plan Cóndor", Jorge Rafael Videla. En Argentina serían enviados a distintos lugares de detención.
El 12 de febrero de 2015, la justicia italiana reanudaría el juicio contra Morales Bermúdez junto a 32 de los implicados en las dictaduras latinoamericanas. Cristina Mihura, esposa Bernardo Arnone quien desapareció a los 24 años dijo "Los familiares de las víctimas nos hemos tenido que transformar en abogados y en investigadores para probar la culpabilidad de los acusados porque no hemos recibido ninguna ayuda".
En septiembre de 2015 el Poder judicial peruano abrió un proceso judicial contra el expresidente y tres altos mandos por crímenes de lesa humanidad.
En Roma enfrentó también un juicio junto a 31 miembros de las Juntas Militares Sudamericanas que formaron parte del "Plan Cóndor". El 17 de enero de 2017, (a los 96 años de edad) fue condenado a cadena perpetua por un tribunal de Roma por estar implicado en el Plan Cóndor, junto con 8 exmilitares de varios países andinos. En julio de 2019, la justicia italiana ratificó esta condena. Sin embargo, debido a que no fue extraditado, Morales en los hechos no resultó afectado por esta condena, pues siguió gozando de su libertad en el Perú hasta su fallecimiento en julio de 2022 a los 100 años de edad.

## Publicaciones
- El proyecto nacional (1982)
- Apuntes sobre autoritarismo y democracia (1989)
- Pensando en el Perú (1999)
- Filosofía militar: El pensamiento clásico y su evolución (2000)
- El problema científico. Lógica, filosofía, planeamiento y desarrollo (2011)
- Política, sociedad y acción humana. Visión cristiana de gobernabilidad democrática para alcanzar el bien común (2016)
- Mi última palabra. Testamento político del general Francisco Morales-Bermúdez en conversaciones con Federico Prieto Celi (2018)

## Reconocimientos
- Caballero del collar de la Orden de Isabel la Católica, 6 de enero de 1979.
- Caballero gran cruz de la Orden de Isabel la Católica - Reino de España, 23 de noviembre de 1978.
- Cruz de la Orden de Pío IX - Santa Sede.
- Gran cruz de la Orden El Sol del Perú.